# Chaeronea
Chaironeia (Grieks: Χαιρώνεια) is een deelgemeente (dimotiki enotita) van de gemeente (dimos) Livadeia, in de Griekse bestuurlijke regio (periferia) Centraal-Griekenland. De plaats telt 2.218 inwoners. Het ligt ten noordwesten van Boeotië, op 144 km van Athene, in de vallei van de (Boeotische) Cephisus-rivier.
Nabij het tegenwoordige dorp bevond zich in de Oudheid de gelijknamige stad Chaeronea, de geboorteplaats van de schrijver Plutarchus, bijgenaamd de wijze van Chaeronea. De plaats, die in de 5e eeuw v.Chr. onderworpen was aan het nabijgelegen Orchomenus, dankt haar beroemdheid aan haar strategische ligging op de verbindingsweg vanuit Thebe naar Noord-Griekenland. Vanuit Chaeronea vertrok een aftakking naar Delphi.

## Veldslagen
De stad en het gebied er omheen  waren het decor voor diverse beroemde veldslagen.
- In 447 v.Chr. werd een Atheense strijdmacht verslagen door de Boeotiërs; de slag is bekend als de slag bij Coronea.
- De belangrijkste Slag bij Chaeronea (338 v.Chr.), die definitief zou beslissen over de toekomst van de toenmalige Griekse stadstaten, vond hier plaats op 7 augustus 338 v.Chr. Koning Philippus II van Macedonië en zijn zoon Alexander raakten met hun efficiënt bewapende en goed georganiseerde strijdmacht van zo'n 30.000 infanteristen, slaags met het Griekse coalitieleger dat hoofdzakelijk uit Thebanen en Atheners bestond. Philippus behaalde de overwinning en trok de heerschappij over de oude Griekse stadstaten aan zich.
- De Aetolische Bond verslaat de Boeotische Bond in 245 v.Chr.
- De Romeinse generaal Matellus versloeg een eenheid van 1.000 Arkadiërs in 146 v.Chr.
- In 86 v.Chr. leed het leger van Mithridates een verpletterende nederlaag tegen de Romeinen onder Sulla.
- Op 15 maart 1311 was Chaeronea opnieuw het terrein voor een veldslag. Nu waren het twee vreemde kruisvaarderslegers die hier hun rivaliteit kwamen uitvechten: de Catalanen en de "Franken". Het Frankische leger, gesteund door cavalerie, stond onder de leiding van hertog Wouter V van Brienne, en kwam in grote moeilijkheden door de moerassige rivierbedding. De Byzantijnse kronieken vermelden dat de paarden van de Franken tot aan de borst in het slijk vastzaten en zich niet meer konden bewegen. De Catalanen overwonnen en bleven over Centraal-Griekenland heersen tot de Florentijnen in 1380 de macht van hen overnamen. De slag is beschreven door de Catalaanse huurling en schrijver Ramon Muntaner.
- In 1823 en 1825 vonden hier gevechten plaats tussen Ottomaanse troepen en Griekse vrijheidsstrijders tijden de Griekse Onafhankelijkheidsoorlog (1821-1828).

Ter ere van de gesneuvelde Thebanen, die in de slag van 338 v.Chr. door de Macedonische ruiterij in de pan werden gehakt, bouwde men op hun massagraf een marmeren leeuw, als symbool van de dapperheid van "de heilige schare van Leeuwen uit Chaeronea", en tevens als bewaker van de gesneuvelden. Dit 6 meter hoge monument, dat zich bevindt bij de ingang van het oude dorp, werd in 1818 door Engelse toeristen gevonden. Met financiële hulp van de "Orde van Chaeronea", een organisatie die zich inzette voor de emancipatie van homoseksuelen, werd het monument in 1904 weer opgericht. Chaeronea heeft ook een klein lokaal museum.

## Geboren
- Plutarchus (± 46 - ±120 n.Chr.), historiograaf en filosoof